# The Siege
The Siege (Estado de sitio en España y Contra el enemigo en Hispanoamérica) es una película de suspense estadounidense de 1998 dirigida por Edward Zwick y protagonizada por Denzel Washington, Annette Bening y Bruce Willis.

## Argumento
Los agentes del FBI Anthony Hubbard y Frank Haddad, que nació en el Líbano, deben hacer frente a una situación crítica cuando varias células terroristas islamistas provocan varios atentados en Nueva York. 
En el primer ataque, un grupo secuestra un autobús para después escapar y dejar una bomba que finalmente resulta ser un maletín cargado de pintura. Esta primera acción resulta ser sólo un aviso para que liberen a Ahmed bin Talal, un jeque radical detenido en una operación antiterrorista ilegal por ser el autor de un atentado en el exterior, en el que murieron muchos soldados americanos. 
Los siguientes atentados, sin embargo, son reales. A medida que esos atentados se suceden (otro autobús, atentado contra un teatro, secuestro con rehenes en un colegio), los métodos de Hubbard entran en conflicto con la agente de la CIA Elise Kraft, enviada a Nueva York para tratar el asunto, la cual desaprueba las políticas antiterroristas mientras defiende la inocencia de Samir Nazhde, uno de los sospechosos que ha admitido haber entregado visados a los terroristas.
No obstante, los tres agentes deben cooperar cuando el presidente de Estados Unidos declara la ley marcial en Nueva York después de la destrucción del cuartel general del FBI en Nueva York en otro atentado, en el que mueren 600 personas, entre ellas la mayor parte de los ayudantes de Anthony y Frank, lo que causa que el ejército, bajo el mando del general Deveraux, se haga con el control de Brooklyn bajo orden del gobierno con el objetivo de acabar con las células, aunque para ello se levante un campo de concentración en el estadio de los Yankees. Allí son llevados todos los árabes que llegaron a Nueva York desde la detención de Ahmed Bin Talal para ser interrogados. 
Ante la situación extrema, comienza una "caza de brujas", en el que también todo aquel con rasgos árabes también es detenido como el hijo de Frank y en la que también se utiliza la tortura e incluso el asesinato contra los sospechosos primarios. Con el tiempo ellos acaban con todas las células terroristas, en las que también estaba Samir, que fue el que los infiltró en la ciudad incriminando además a Tariq Husseini, un ciudadano americano inocente de origen árabe, en un intento de no ser descubierto, el cual fue luego torturado y asesinado por Deveraux y un par de sus soldados ante la presencia de Anthony y Elise que no pudieron evitarlo, mientras que Frank buscaba a su hijo. 
Es Elise, quien finalmente descubre a Samir después de ese acontecimiento al darse cuenta de que Tariq era inocente, por lo que Samir la mata antes de morir él a manos de Frank y Anthony cuando iba a ejecutar él mismo un atentado suicida. Finalmente descubren a través de una fuente importante en el gobierno, que fue Deveraux, el que detuvo a Ahmed Bin Talal por su cuenta a espaldas del gobierno, lo que contribuyó decisivamente al desastre de Nueva York, todo en nombre de servir al país y combatir el terrorismo. 
Por ello, una vez que han acabado con las células terroristas, Anthony y Frank, junto con el FBI, detienen a Deveraux y a sus cómplices por la tortura y el asesinato de Tariq Husseini con el beneplácito del gobierno que rompe con Deveraux por lo que hizo. Finalmente los árabes detenidos en el campo de concentración, incluido el hijo de Frank, son liberados por orden judicial, lo que reúne otra vez a Frank con su hijo. La paz vueve entonces a la ciudad y el ejército se retira de Nueva York por orden del gobierno.

## Reparto
- Denzel Washington como el agente del FBI Anthony Hubbard.
- Annette Bening como la agente de la CIA Elise Kraft.
- Bruce Willis como el General William Devereaux.
- Tony Shalhoub como el agente del FBI Frank Haddad.[1]
- Aasif Mandvi como Khalil Saleh.
- Sami Bouajila como Samir Nazhde.
- Lianna Pai como el agente del FBI Tina Osu.
- Mark Valley como el agente del FBI Mike Johanssen.
- David Proval como el agente del FBI Danny Sussman.
- Lance Reddick como el agente del FBI Floyd Rose.
- Amro Salama como Tariq Husseini.
- Helmi Kassim como el hijo de Frank Haddad.
- Ahmed Ben Larby como Sheik Akhmed bin Talal.

## Producción
Tanto la compañía como el director quisieron hacer una película que describiese los intentos de la CIA y el FBI para coordinar sus respuestas a posibles acciones terroristas. Así se sentaron las bases para la creación de esta obra cinematográfica y, para hacerla posible, la productora Lyn Obst adquirió más tarde los derechos de dos artículos escritos por el reportero encargado de la información sobre la CIA en el New York Times.
Al principio estaba planeado a que Jodie Foster hiciese el papel de Elise Kraft, pero al final lo recibió Annette Bening.

## Recepción
Al principio fue un fracaso de taquilla, pero luego se convirtió después de los atentados del 11-S en la película más alquilada en América. También aparecieron secuencias de la película en todas las televisiones después del 11-S. Por ello, de esa manera, se convirtió a pesar de todo en una obra cinematográfica más que rentable.
La crítica y el público consideró al principio el panorama pintado en la película como demasiado negro y desmesurado. Sin embargo, después del 11-S esta película fue valorada como profética, en la que la realidad incluso superó a la ficción.